# Quercus gambelii
El roble de Gambel (Quercus gambelii) es una especie de roble de la familia Fagaceae que es originaria de América del Norte. Está clasificada en la sección Quercus, que son los robles blancos de Europa, Asia y América del Norte. Tienen los estilos cortos; las bellotas maduran en seis meses y tienen un sabor dulce y ligeramente amargo, el interior de la bellota tiene pelo. Las hojas carecen de una mayoría de cerdas en sus lóbulos, que suelen ser redondeados.

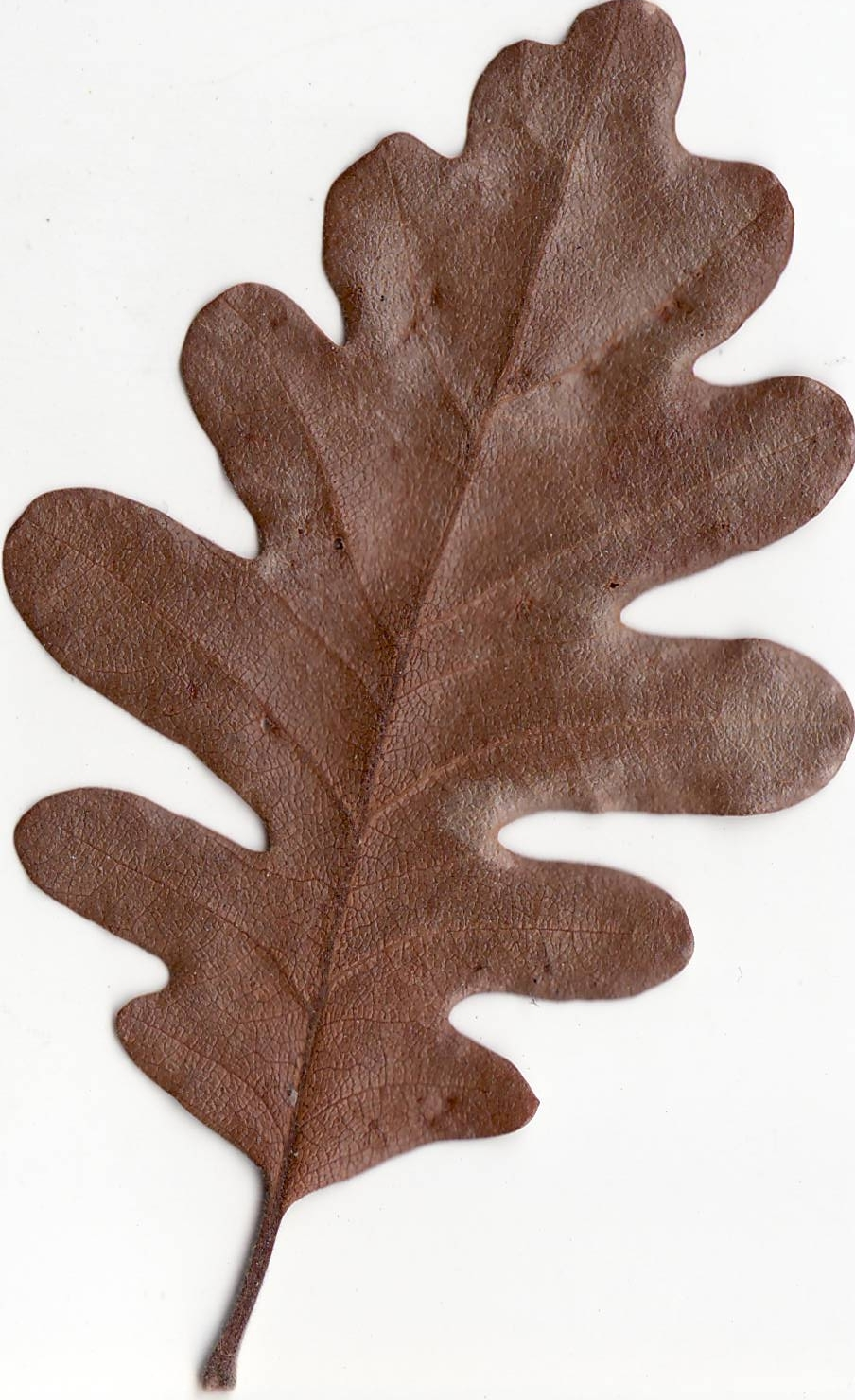
Detalle de la hoja en otoño

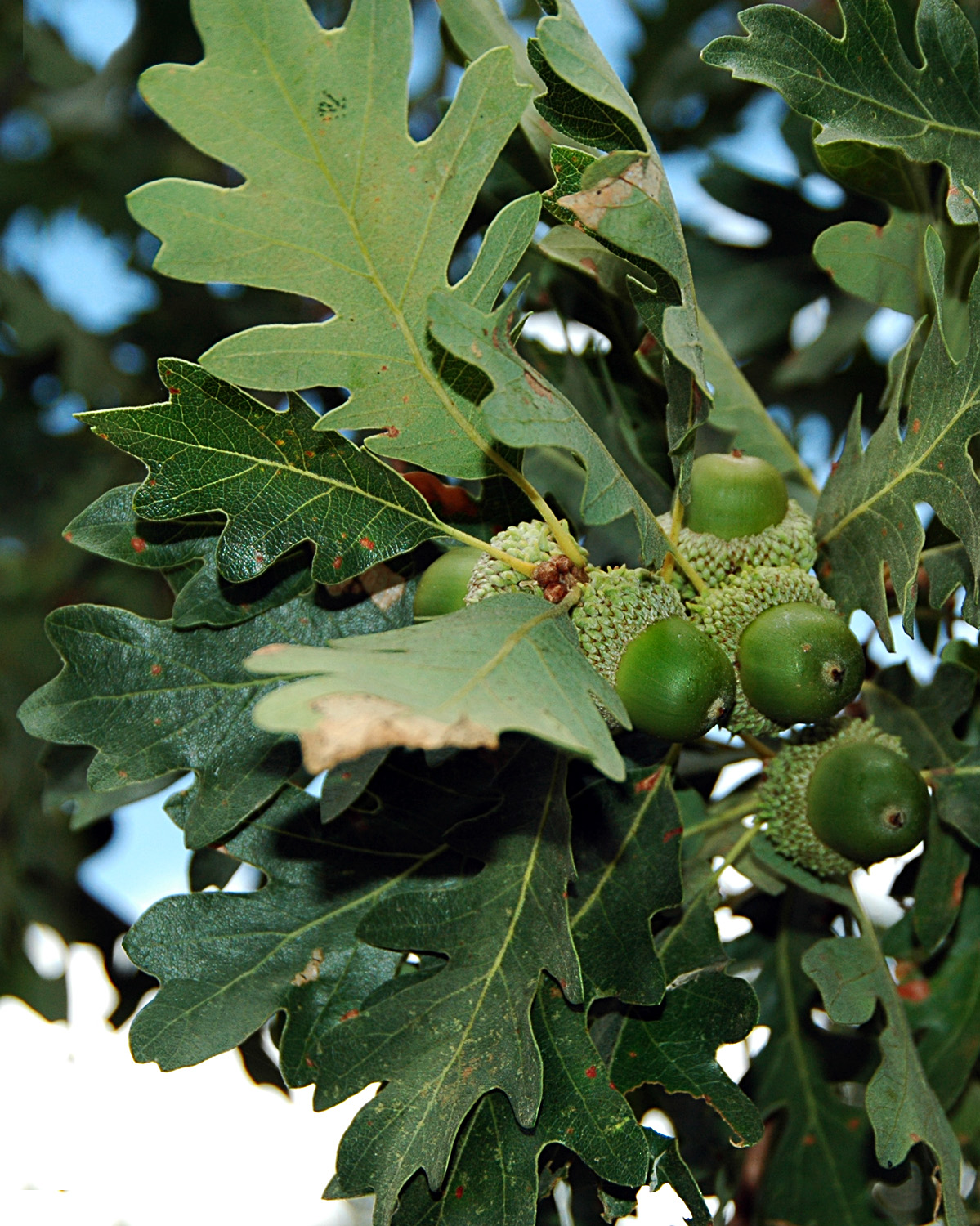
Hojas

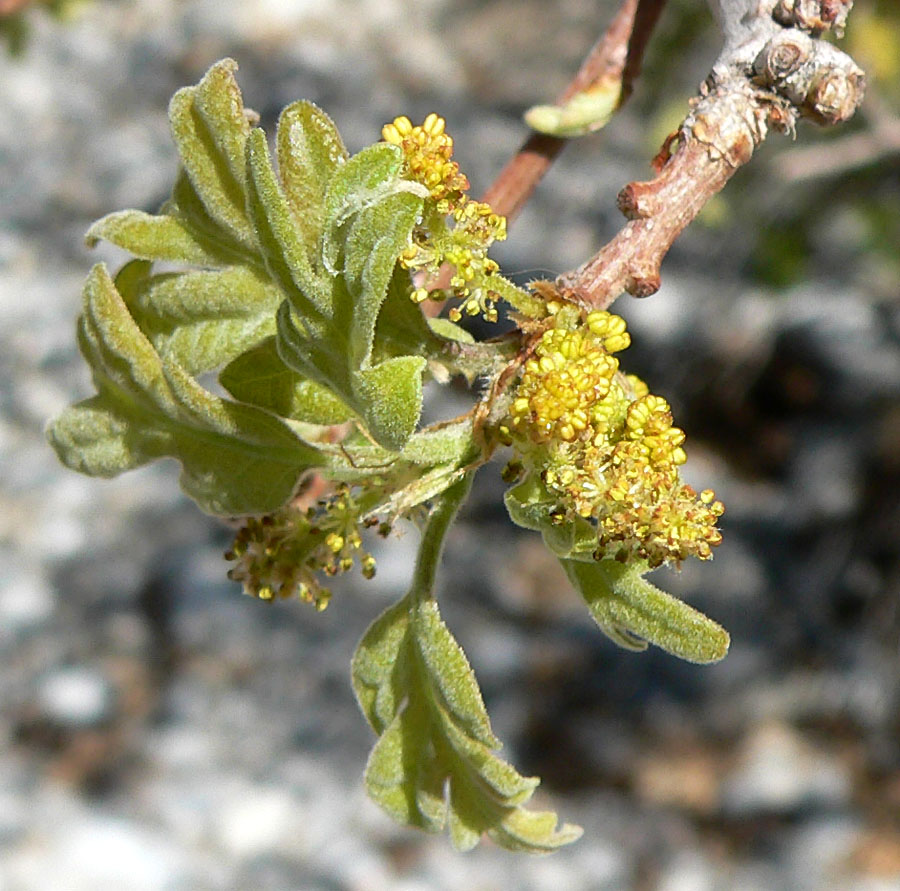
Inflorescencia

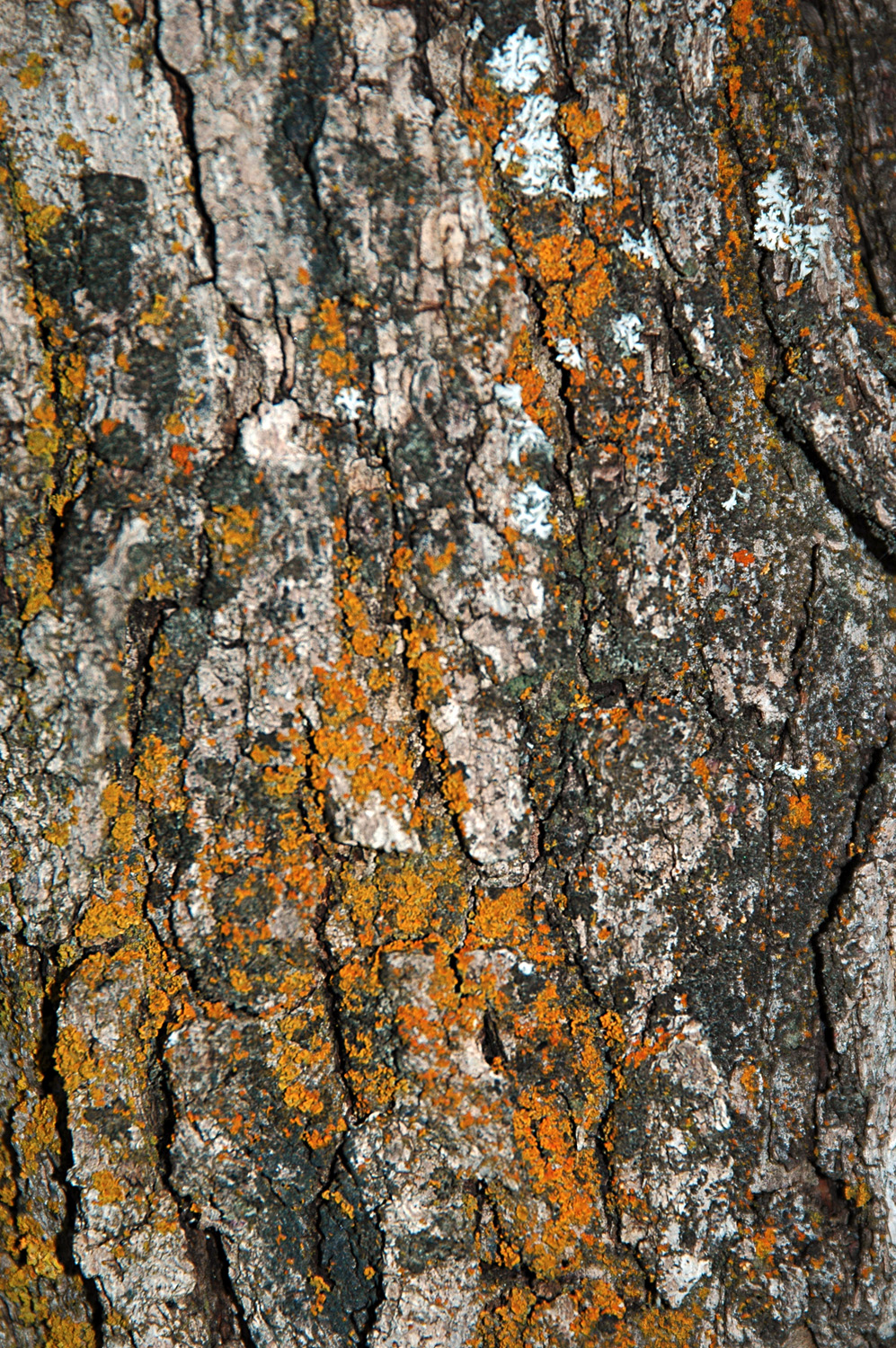
Tronco

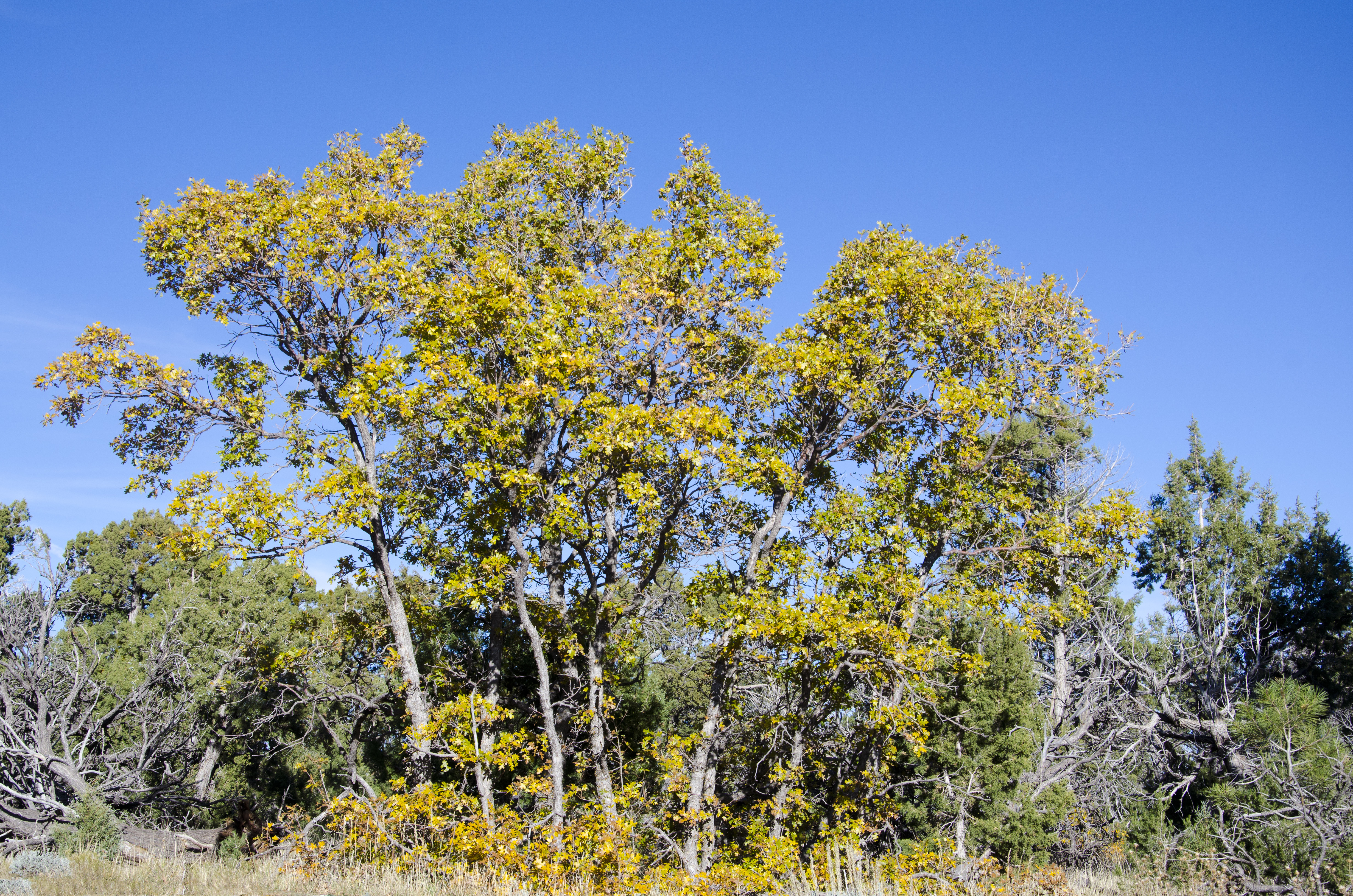
Vista de la planta

## Distribución y hábitat
Es un árbol pequeño caducifolio o arbusto grande que se distribuye por las colinas y bajas elevaciones montañosas del centro suroeste de los Estados Unidos y del noroeste de México: su área de distribución se centra en la meseta de Colorado - Four Corners ("Cuatro Esquinas") de los estados de Utah, Colorado, Arizona, Nuevo México; además su área de distribución va hasta Nevada, Wyoming, Dakota del Sur, Kansas, Oklahoma y el oeste de Texas. En México en todo el norte de Sonora-Chihuahua. En general crece a una altitud de 1000-3000 metros sobre el nivel del mar, donde los promedios de precipitación están entre 30-60 centilitros por año.

## Descripción
El roble de Gambel varía significativamente en tamaño de un lugar a otro. La altura media en estado adulto es de 3 a 9 metros, pero a veces alcanza alturas de 18 metros en algunos lugares. Son frecuentes en las zonas marginales la forma enana, cuando se encuentra por debajo de un metro de altura donde los pastos son pobres. El árbol se reproduce a partir de bellotas, pero se propaga más rápido a través de brotes de raíz que crecen de estructuras subterráneas vastas llamados lignotúberes. Estas características reproductivas a menudo ocasionan bosques densos o matorrales que a menudo cubren todas las vertientes montañosas.
Aunque la madera de este tipo de roble es dura y densa, sus ramas son irregulares y torcidas, por lo que son lo suficientemente flexibles para doblarse sin romperse cuando están cubiertas de nieve. La corteza es áspera y de color marrón gris. Las hojas son generalmente de 7-12 cm de largo y de ancho 4-6 cm, profundamente lobuladas en cada lado de la vena central, la superficie de la parte superior es de color verde oscuro brillante, la superficie de la parte inferior es más pálida y aterciopelada. A menudo se vuelven de color naranja y amarillo en otoño, creando montañas de colores vivos. Las flores son amentos discretos unisexuales que se producen en primavera. Las bellotas miden de 1-2 centímetros de largo, y alrededor de un tercio a la mitad cerrada por una tapa o una cazoleta (cúpula), y maduran en septiembre, convirtiéndose de verde en marrón dorado.

## Ecología
El roble de Gambel florece a pleno sol en las laderas con suelo básico, rocoso, alcalino; donde la competencia de otras especies vegetales es limitada. También le va bien en suelos más ricos, pero en aquellas zonas se ven obligados a competir por espacio de crecimiento. Se adapta bien a los lugares donde los manantiales húmedos y veranos cálidos y secos crean las condiciones propicias para los incendios forestales. Después de un incendio, el roble de Gambel rápidamente se restablece a partir de boquillas de raíz. Este tipo de roble es bastante tolerante a la sequía.
Debido a su abundancia, el roble de Gambel es una importante fuente alimenticia para animales de paso como el ciervo y el ganado. Las ardillas recogen de forma regular las bellotas y las almacenan en su madriguera y tienen así una provisión de comida en invierno. Algunos insectos dependen del roble de Gambel; por ejemplo, la mariposa de Colorado lo utiliza como fuente alimenticia para las orugas. Históricamente, las bellotas del roble de Gambel proporcionaban una fuente solvente de comida para los Nativos americanos.
Las especies vegetales asociadas incluyen el cerezo de Virginia, Balsamorhiza sagittata, Acer grandidentatum, Cercocarpus, Pinus ponderosa y Amelanchier. Los pájaros asociados y los mamíferos incluyen a: Aphelocoma californica, la Garza de pico negro, tetraoninos, ciervos y ardillas. 

## Taxonomía
Quercus gambelii fue descrita por Thomas Nuttall y publicado en Journal of the Academy of Natural Sciences of Philadelphia 1(2): 179. 1848.
Etimología
Quercus: nombre genérico del latín que designaba igualmente al roble y a la encina.
gambelii: epíteto otorgado en honor del naturalista estadounidense William Gambel (1823-1849).
Sinonimia
- Quercus alba var. gunnisonii Torr. & A.Gray
- Quercus albifolia C.H.Mull.
- Quercus confusa Wooton & Standl.
- Quercus douglasii var. gambelii (Nutt.) A.DC.
- Quercus douglasii var. novomexicana A.DC.
- Quercus eastwoodiae Rydb.
- Quercus gunnisonii Rydb.
- Quercus leptophylla Rydb.
- Quercus marshii C.H.Mull.
- Quercus media Wooton & Standl.
- Quercus nitescens Rydb.
- Quercus novomexicana (A.DC.) Rydb.
- Quercus novomexicana var. andrewsii Trel.
- Quercus novomexicana var. nitescens (Rydb.) A.Camus
- Quercus obtusifolia Rydb.
- Quercus × pauciloba subsp. confusa (Wooton & Standl.) A.Camus
- Quercus stellata var. utahensis A.DC.
- Quercus submollis Rydb.
- Quercus subobtusifolia A.Camus
- Quercus undulata var. gambelii (Nutt.) Engelm.
- Quercus undulata var. gunnisonii (Torr. & A.Gray) Engelm.
- Quercus × undulata var. obtusifolia A.DC.
- Quercus utahensis (A.DC.) Rydb.
- Quercus utahensis var. mollis Sarg.
- Quercus utahensis subsp. submollis (Rydb.) A.Camus
- Quercus utahensis var. submollis (Rydb.) Sarg.
- Quercus vreelandii Rydb.[5][6]